# Edmund Molnar
Edmund Molnar (7. März 1923 in Hallein – 26. Mai 1944 in Berlin-Tegel) war ein österreichischer Schlosser, der wegen sogenannter „Wehrkraftzersetzung“ vom NS-Regime zum Tode verurteilt und hingerichtet wurde.

## Leben
Molnar stammte aus einem christlich-sozial geprägten Elternhaus und absolvierte eine Lehre als Schlosser sowie den Arbeitsdienst. Schließlich erreichte ihn der Einrückungsbefehl zur deutschen Wehrmacht. Er diente als Gefreiter der Panzerjäger-Ersatzabteilung 48 in Cilli in der Untersteiermark, führte im August 1943 mit einigen seiner Kameraden ein politisches Streitgespräch und ließ sich zu zwei unbedarften Aussagen über Adolf Hitler hinreißen. Er wurde denunziert, verhaftet, in die Wehrmachtshaftanstalt Graz überstellt und im folgenden Monat in das Wehrmachtsgefängnis Berlin-Tegel verbracht. Am 16. November 1943 wurde er nach einer halbstündigen Verhandlung wegen Wehrkraftzersetzung zum Tode verurteilt, obwohl er unbescholten war und sich stets einwandfrei geführt hatte. Die Aussagen, die zum Todesurteil führten: „die Mutter des Führers sei Jüdin gewesen und wenn er in einem Hotelzimmer ein Führerbild finde, werde es von ihm weggehängt.“
Die Eltern Molnars erfuhren von der Verhaftung ihres Sohnes nicht durch die Behörden, sondern von einem Kameraden Edmunds, der ihnen am 25. August 1943 schrieb: „Sehr geehrter Herr Molnar! Ihr Sohn wird längere Zeit nicht in der Lage sein Ihnen zu schreiben. Bitte machen Sie sich deshalb keine Sorgen. Er ist wegen einer Dummheit in Arrest. Werde Ihnen sobald ich Näheres weiß schreiben.“ Molnars Eltern reichten sofort Gnadengesuche ein und beauftragten einen Rechtsanwalt.
Edmund Molnar begann in der Todeszelle ein Tagebuch zu schreiben, welches erhalten geblieben ist. Nicht nur die bevorstehende Hinrichtung, auch die häufigen Fliegerangriffe auf Berlin versetzten ihn in große Angst. Ihm war, wie sich aus den Tagebucheintragungen ergibt, noch zwei Tage vor der Hinrichtung nicht bekannt, ob er begnadigt oder hingerichtet werden würde. Kurz vor seiner Hinrichtung um 8:20 Uhr wurde ihm noch erlaubt, einige Zeilen an seine Familie zu richten. Die Urteilsvollstreckung erfolgte am 26. Mai 1944 überraschend. Die Eltern erhielten die Todesnachricht per Post:

„Das am 16. November gegen Ihren Sohn, den Gefreiten Edmund Molnar ergangene Todesurteil ist nach Bestätigung am 26. Mai 1944 auf dem Schießplatz in Berlin-Tegel vollstreckt worden. Todesanzeigen oder Nachrufe in Zeitungen, Zeitschriften und dergleichen sind verboten. Ein letzter Abschiedsbrief ihres Sohnes ist beigefügt.“

### Hintergründe des Todesurteils
Das Projekt Stolpersteine Hallein resümiert über Molnars Schicksal, es zeige „eindringlich, mit welcher Rücksichtslosigkeit und Unerbittlichkeit die nationalsozialistische Gewaltherrschaft den einzelnen vernichten konnte.“ Molnars Vater, ein Tischlermeister, war ein expliziter Gegner des Nationalsozialismus, der auch am 10. April 1938 als einer von wenigen Halleinern gegen den sogenannten „Anschluss Österreichs“ an Hitler-Deutschland stimmte. Die Eltern Molnars baten den Kreisleiter Rudolf von Kurz und Bürgermeister Alexander Gruber um die Begnadigung ihres Sohnes, stießen bei den Halleiner NSDAP-Funktionären jedoch auf taube Ohren. Die Ehrenobfrau des KZ-Verbandes von Salzburg, Agnes Primocic, und die den Fall untersuchenden Historiker vermuten, dass dies auch mit dem Abstimmungsverhalten des Vaters am 10. April 1938 zusammenhängen könne. Primocic' Einschätzung zufolge wurde Molnar „nur deshalb zum Tode verurteilt, weil die ganze Familie ausgesprochene Nazigegner waren und ganz schwer christlich.“

## Gedenken

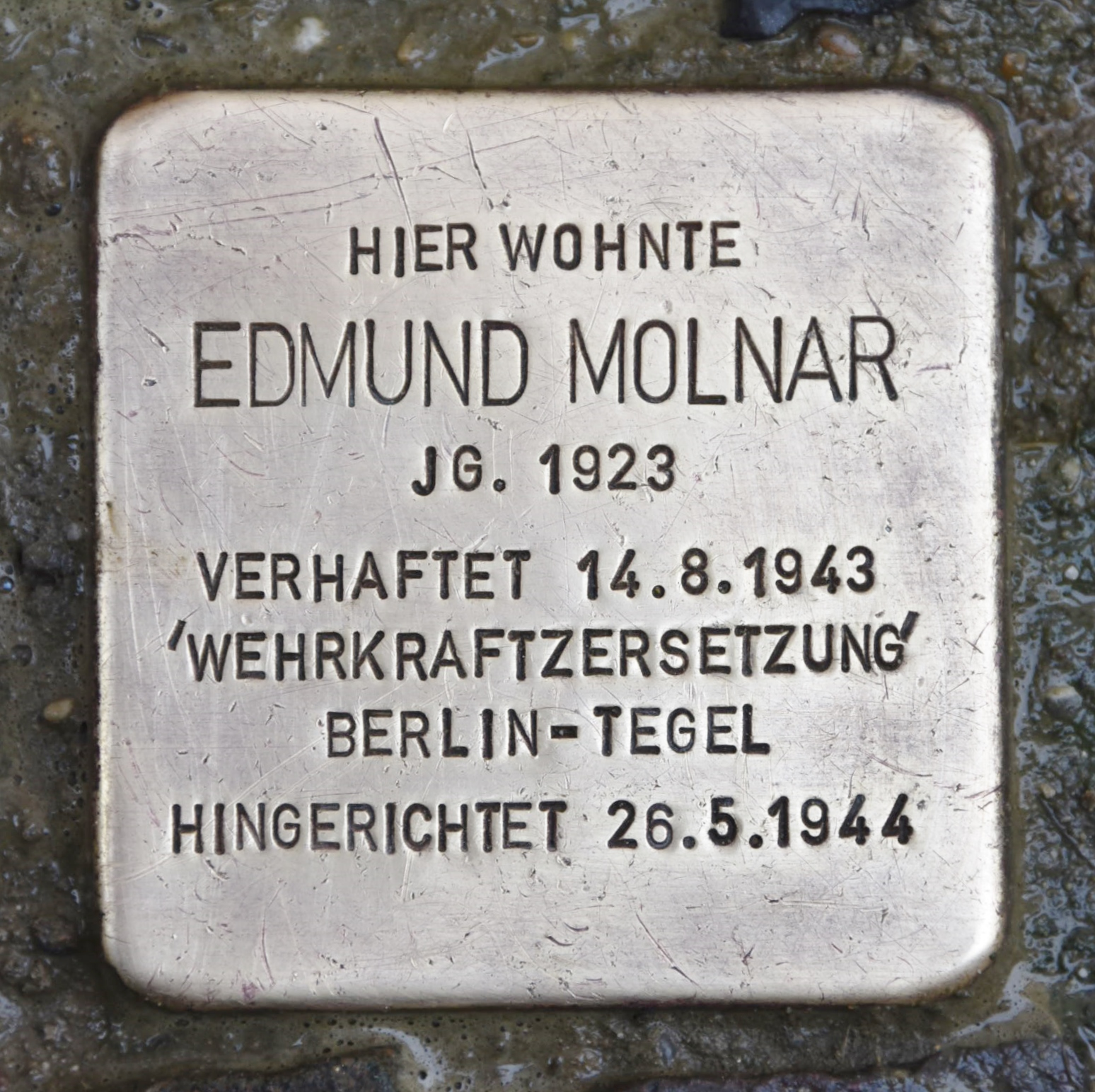
Stolperstein für Edmund Molnar

Zu seinem Gedenken wurde der Carolinenplatz in der Altstadt von Hallein nach 1945 in Eduard-Molnar-Platz umbenannt. Der Platz wurde in der Folge in Florianiplatz und Molnarplatz aufgeteilt. 
An der früheren Wohnadresse Edmund Molnars, am heutigen Molnarplatz 14, wurde von Gunter Demnig am 20. April 2013 ein Stolperstein verlegt. Dessen Inschrift lautet: HIER WOHNTE EDMUND MOLNAR, JG. 1923, VERHAFTET 14.8.1943, 'WEHRKRAFTZERSETZUNG', BERLIN-TEGEL, HINGERICHTET 26.5.1944.